# Lista de escolas de samba
Esta é uma lista de escolas de samba, organizada por país e cidade em que estão sediadas.

## Alemanha
Berlim:
- GRES 1 Samba-Schule-Berlin Amasonia[1]
- Sapucaíu no Samba
- Primeira EDS de Berlim[1]

Hamburgo:
- Escola de Samba Unidos de Hamburg[1]

Munique:
- Escola de Samba de Munique[1]

## Argentina
Buenos Aires:
- GRBC Sambaires[1]

Corrientes:
- Ará Berá[2]
- Sapucay
- Samba Total
- Copacabana

Gualeguaychú:
- Marí Marí
- Papelitos
- Ara Yevi
- O bahia
- Kamarr

Paso de los Libres:
- Carumbé[3]
- Zum-Zum[3]
- Tradición[3]
- Catamarca[3]
- ES Imperatriz
- ES Armonía del Samba (extinta)
- Kismet (extinta)
- Pirulín (extinta)

San Luis:
- Sierras del Carnaval

## China
Pequim:
- Templo do Samba[1]

## Dinamarca
Aalborg:
- Karneval i Aalborg[1]
- Pocoloco[1]

Copenhague:
- Karneval i København (KIK)[1]
- Bafo do Mundo[1]
- Mariposa Samba School[1]
- A Banda[1]

Frederiksberg:
- Frederiksberg Karnevalsgruppe[1]
- Hvidovre Sambaskole[1]

## Estados Unidos
San Diego:
- Unidos de San Diego [1]

Miami:
- Escola de Samba Unidos de Miami[1]

São Francisco:
- Academicos da Estrada Real[1]
- Sambão para o Povo[1]
- Samba do Coração[1]

## França
Paris:
- Aquarela[1]
- Les Percutereux D'La Beauce[1]
- Sambatuc[1]

Bordéus:
- Macunaíma[1]

Nantes:
- Coração do Brasil[1]

## Finlândia
Helsinque:
- GRES Império do Papagaio[1]
- GRES Força Natural[1]

Kokkola:
- GRES Samba El Gambo[1]

Lahti:
- GRES Maracanã[1]

Seinäjoki:
- GRES Samba Tropical[1]

Tampere:
- GRES União da Roseira[1]

Turku:
- GRES Carioca[1]

## Reino Unido
Colchester:
- GRBC Boudica[1]

Edimburgo:
- Edinburgh Samba School[1]

Exeter:
- Street Heat Samba[1]

Londres:
- Paraíso School of Samba[4]
- London School of Samba (Unidos de Londres)[1]
- Quilombo do Samba[1]

## Japão
Tóquio:
- GRES Alegria[1]
- GRES Bárbaros[1]
- GRES Cruzeiro do Sul[1]
- GRES Liberdade[1]
- GRES União dos Amadores[1]
- GRCES Vermelho e Branco[1]

Nagoia:
- Acadêmicos de Nagoya[1]
- Unidos do Urbana[1]

Iocoama:
- GRES Saúde[1][5]

## México
Comalcalco:
- GRECS San Isidro[1]

Veracruz:
- Auditório[1]
- Marea Roja[1]
- Porto Alegre[1]
- Sugar Machado[1]

## Portugal
Cantanhede:
- GRES Amigos da Tijuca[6]
- GRES Samba no Pé[6]

Mealhada:
- Sócios da Mangueira[6]
- GRES Batuque[6]
- Real Imperatriz[6]
- ES Juventude de Paquetá[6]

Estarreja:
- Os Morenos[6]
- Vai quem Quer[6]
- Independentes da Vila[6]
- Trepa Coqueiro[6]
- SambaTribal[6]

Figueira da Foz:
- Unidos do Mato Grosso[6][7][8]
- GRES A Rainha[6][8]
- GRES Novo Império[6][8]

Ovar:
- G.R.E.S. Charanguinha[1][9]
- ACES Costa de Prata[1][9]
- GRES Juventude Vareira[1][9]
- ARCO Kan-Kans[1][9]

Oliveira de Azeméis:
- ES Renascer
- ES Os Pioneiros

Albergaria-a-Velha:
- Unidos De Vila Régia

Sesimbra:
- GRES Bota[6][10]
- GRES Trepa no Coqueiro[6][10]
- ACRUTZ-ES Saltaricos do Castelo[6][10]
- GRES Dá Que Falar[6][10]
- GRES Batuque do Conde[6][10]
- GRES Unidos da Vila Zimbra[6][10]
- Corvo de Prata

Alhos Vedros:
- GRES A Velhinha

Abrigada:
- Capricho de Abrigada

Alenquer:
- Penafirme da Mata[6] (na freguesia de Olhalvo)

## Suíça
- GRES Sambrasiléa[1]

Genebra:
- Unidos de Genève[1]

Lausana:
- GREES Unidos de Lausanne[1]

## Uruguai
Artigas (cidade):
- Imperadores da Zona Sul[1]
- Rampla
- Académicos
- Emperatriz Del Progresso
- Garra y Corazón

Montevidéu:
- Brasilsamba[1]
- Urusamba[11]
- Unidos do Norte[1]